# Harold Landry
Harold Antonio Landry III (Spring Lake, 5 giugno 1996) è un giocatore di football americano statunitense che milita nel ruolo di linebacker per i New England Patriots della National Football League (NFL).

## Carriera universitaria
All'Università Harold giocò a football al Boston College dal 2014 al 2017. Nel 2016 guidò la nazione con 16,5 sack, un nuovo record dell'istituto, venendo inserito nella seconda formazione ideale dell'Atlantic Coast Conference.

## Carriera professionistica

### Tennessee Titans
Harold fu scelto nel corso del secondo giro (41º assoluto) nel Draft NFL 2018 dai Tennessee Titans. Debuttò come professionista nel secondo turno contro gli Houston Texans e mise a segno il primo sack due settimane dopo nella vittoria sui Philadelphia Eagles campioni in carica. La sua stagione da rookie si chiuse con 44 tackle e 4,5 sack in 15 partite, 3 delle quali come titolare.
Nel secondo turno della stagione 2020 Landry mise a segno l'intercetto decisivo nel finale su Gardner Minshew che sigillò la vittoria sui Jacksonville Jaguars. La sua stagione si chiuse con 5,5 sack più altri due nei playoff.
Nel 2021 Landry fu convocato per il suo primo Pro Bowl al posto dell'infortunato Joey Bosa dopo un nuovo primato personale di 12 sack.
L'8 marzo 2022 Landry firmò un rinnovo contrattuale quinquennale con i Titans del valore di 87,5 milioni di dollari, di cui 52,5 milioni garantiti. Tuttavia nella pre-stagione si ruppe il legamento crociato anteriore, chiudendo subito la sua annata.
Nel quattordicesimo turno della stagione 2023 Landry fu premiato come miglior difensore della AFC della settimana dopo avere messo a segno tre sack contro i Miami Dolphins, di cui l'ultimo fondamentale su una situazione di quarto down che contribuì a fare rimontare ai Titans uno svantaggio di 14 punti a tre minuti dal termine e a vincere

### New England Patriots
Il 9 marzo 2025 Landry firmó con i New England Patriots un contratto triennale del valore di 43,5 milioni di dollari.

## Palmarès
- Convocazioni al Pro Bowl: 1

2021
- Difensore della AFC della settimana: 1

14ª del 2023